# Basse-Terre (ø)
 Ikke at forveksle med byen Basse-Terre
Øen Basse-Terre (fransk: île de Basse-Terre ellert île de la Basse-Terre) er navnet på den vestlige halvdel af Guadeloupe, der er en af Leeward Islands i de Små Antiller. Mod syd ligger Les Saintes og Dominica. Mod nordøst er den adskilt fra den anden halvdel af Guadeloupe, Grande-Terre, med en smal havkanal kaldet Rivière Salée (saltfloden).
Basse-Terre har et areal på 847,8 km². Ved folketællingen i 2006 havde øen en befolkning på
186.661 indbyggere, fordelt på 16 kommuner. Befolkningstætheden var på 220 indb./km². Den største by på øen Basse-Terre er byen af samme navn, som også er departementets hovedstad, og havde 37.455 indbyggere i byområdet i 2006.

## Geografi
Selv om navnet Basse-Terre betyder lavlandet er det den højeste ø i Guadeloupe, hvor vulkanen La Soufrière når op i 1.467 meters højde.
Det omkringliggende område på Basse-Terre har en let, frugtbar vulkansk jord med skove græsgange sukker-, kaffe-, banan- og kakaoplantager.
Østkysten på øen Basse-Terre, kendt som Windward kysten (på fransk, Côte-au-vent), udsættes for passatvinde og får store mængder regn, mens øens vestkyst, kendt som Leeward lysten (læ) (fransk Côte-sous-le-vent) er beskyttet mod vinden af Soufrière og er derfor meget tørrere.

## Byer
De mest befolkede kommuner på øen er, begyndende med største, Baie-Mahault (vestlige del af Pointe-à-Pitre-byområdet), Petit-Bourg, Capesterre-Belle-Eau, Sainte-Rose, Lamentin, Basse-Terre, og Saint-Claude (del af Basse-Terre-byområdet).

## Attraktioner
Oven for byen Basse-Terre på en bjergvej ligger byen Saint-Claude, ved foden af vulkanen Soufrière. I byen er der kaffe og bananplantager og statelige huse. Herfra arrangeres ture til vulkanen, der for tiden ikke er aktiv. Området er også centrum i nationalparken Parc national de la Guadeloupe.
Omkring 4,8 km øst for landsbyen Gourbeyre ligger Fort Louis Delgres som blev bygget i 1650 af Charles Houël. Fortet har beskyttet adgangen til byen Basse-Terre og været aktiv i adskillige slag mod Storbritannien.
Omkring 13 km syd-sydøst ligger landsbyen Trois-Rivières, et fiskersamfund rig på gamle bebyggelser og fredelige Arawakindianere. I nærheden af byen er der i en grotte dybt inde i skoven et arkæologisk fund med skulpturer, klipperelieffer og relikvier fra Arawakindianere.

## Eksterne kilder og henvisninger
- La Soufrière Geologie, die Krise von 1976-1977 und Evakuation 2007-05-15 swisseduc.ch

- Wikimedia Commons har flere filer relateret til Basse-Terre (ø)

16°08′58″N 61°40′41″V / 16.14944°N 61.67806°V